# 트레이시 울먼
트레이시 얼먼(Tracey Ullman, 영어 발음: /ˈʌlmən/, 1959년 12월 30일 ~ )은 잉글랜드의 희극인, 배우, 가수이다. 2003년 12월에 미국 시민권을 취득하였다.

## 출연 작품
- 온워드: 단 하루의 기적 - 그레클린 역 (목소리)
- 더 프롬 - 베라 글리클먼 역